# Ясловец
Ясловец (рум. Iaslovăț) — комуна у повіті Сучава в Румунії. До складу комуни входить єдине село Ясловец.
Комуна розташована на відстані 369 км на північ від Бухареста, 23 км на північний захід від Сучави, 138 км на північний захід від Ясс.

## Населення
У 2009 року у комуні проживали 3744 особи.

## Зовнішні посилання
- Дані про комуну Ясловец на сайті Ghidul Primăriilor